# Беннетт, Мишель
Мишель Беннетт (фр. Michèle Bennett; 1950, Порт-о-Пренс), в 1980—1990 Мишель Дювалье (фр. Michèle Duvalier) — Первая леди Гаити в 1980—1986, жена Жана-Клода Дювалье. После изгнания Дювалье живёт во Франции. С 1990 в разводе.

## Юность и первый брак
Родилась в богатой мулатской семье аристократического происхождения. Среди предков Мишель Беннет был король Кристоф. Её отец Эрнест Беннетт являлся одним из крупнейших предпринимателей Гаити.
Начальное образование получила в католическом колледже. С двенадцати лет жила в Нью-Йорке. Работала секретарём коммерческой фирмы. Вела образ жизни, характерный для латиноамериканской элиты в США.
В 1973 Мишель Беннетт вышла замуж за Алекса Паске, выходца из предпринимательской семьи, находившейся в оппозиции режиму Дювалье. В 1978 развелась с первым мужем и вернулась в Гаити. Работала секретарём в компании своего отца.

## Первая леди
С детства Мишель Беннетт была знакома с Жаном-Клодом Дювалье, который в 1971 году сменил Франсуа Дювалье на посту президента Гаити. Между ними давно существовала взаимная симпатия. В мае 1980 года Бэби Док женился на Мишель. Свадьба, по разным оценкам, обошлась в 2-5 млн долларов, что являлось беспрецедентно крупной суммой, тем более для Гаити.
Этот брак воспринимался как примирительный жест режима в адрес мулатской элиты. Но он был негативно воспринят в правящих кругах Гаити. Мулатская аристократка Беннетт олицетворяла социальную группу, против которой была направлена политика Дювалье-старшего. Особенно категорично выступала против мать президента — «Хранительница дювальеристской революции» Симона Дювалье. Конфликт принял такой характер, что в 1982 она была фактически выслана из Гаити во Францию.
Сделавшись первой леди, Мишель Дювалье развила публичную благотворительность. На её средства были открыты несколько школ, больниц и столовых. Несколько недель в 1980 она регулярно появлялась в местах сосредоточения народа — на рынках, улицах, строительных площадках — и активно контактировала с людьми. В церемониале подчёркивалось, что супруга президента занимает место, которое прежде принадлежало Симоне Дювалье. Посетившая Гаити Мать Тереза отмечала широкую популярность первой леди.
В то же время вызывала резкую критику избыточная роскошь президентской четы и персонально Мишель Дювалье. Большие расходы поглощали дворцовые торжества, закупки в Европе антикварной мебели, дорогостоящей одежды, ювелирных изделий, экзотических украшений и бытовой техники. Около 4 млн долларов было истрачено на путешествия по Франции. На четвёртую годовщину свадьбы Мишель Дювалье организовала благотворительный танцевальный вечер. Был собран весь гаитянский бомонд. Первая леди появилась в платье золотого шитья и алмазном ожерелье. Роскошное мероприятие транслировалось в прямом телевизионном эфире. Однако расчёт на всеобщее восхищение не оправдался. Роскошь правящей четы в беднейшей стране Западного полушария вызвала скорее раздражение и озлобление.
Бизнес-система Эрнеста Беннетта в первой половине 1980-х заметно увеличила масштабы операций и прибылей. Отец первой леди занимался дистрибуцией BMW и грузовыми авиаперевозками. Ходили слухи об использовании государственного авиапарка для транспортировки наркотиков.

## Эмиграция и развод
В начале 1986 года массовые протесты привели к падению режима Дювалье. 7 февраля 1986 Бэби Док с женой вынуждены были бежать из страны. Отлёт президента был осложнён большим объёмом багажа, состоявшего из предметов роскоши. Мишель Дювалье была запечатлена на фото в белом тюрбане с сигаретой.
Супруги Дювалье обосновались во Франции. Чета арендовала виллу в курортном Мужене и продолжала вести крайне расточительный образ жизни. Мишель закупала изделия Hermès, шикарные автомобили, посещала светские рауты французского высшего общества (среди её друзей был Жак Ширак, будущий президент Франции). Она приобретала элитную недвижимость во Франции и США.
Обвинения Дювалье в коррупции привели к тому, что на крупные американские активы четы в 1987 был наложен арест. В семье возникли финансовые проблемы. Отношения между супругами осложнились. В 1990 в Доминиканской Республике был оформлен развод Жана-Клода Дювалье с Мишель Беннетт. Оставшись во Франции, бывшая первая леди Гаити сохранила за собой большую часть имущества. Она вернула девичью фамилию и продолжила прежний образ жизни.

## Прибытие в Гаити
После разрушительного землетрясения 2010 года Мишель Беннетт прибыла на Гаити и вместе со спасателями участвовала в поисках своего младшего брата, погибшего в Порт-о-Пренсе. В 2011 она вновь посетила Гаити на годовщину трагедии.
Третий раз после изгнания Мишель Беннетт побывала в Гаити 4 октября 2014 года — на похоронах Жана-Клода Дювалье.
От двух браков Мишель Беннетт имеет четверых детей: Аликса Паске, Сачу Паске, Николя Дювалье и Аню Дювалье.